# Ajdar Soelejmanov
Ajdar Soelejmanov (Tataars: Aydar Söläyman, Russisch: Айдар Сулейманов) (Zainsk, 15 maart 1988) is een Russische zanger, afkomstig uit de deelrepubliek Tatarije.

## Biografie

### Muziek
Soelejmanov begon in 1999 met lessen op de muziekschool en startte daarmee zijn muzikale carrière. Ook zijn middelbare studies voltooide hij aan de muziekschool. Vervolgens studeerde hij ook aan het Staatsconservatorium van Kazan.
In 2005 won hij de muziekwedstrijd Strana pojusjtsjego solovja. Even later won hij ook het festival Studentsjeskaja vesna en ook de wedstrijd Zjar-ptitsa. Soelejmanov heeft ook herhaaldelijk de wedstrijd Sozvezdije-Joldyzlyk gewonnen en in 2009 won hij de Sozvezdijes Grand Prix.
In 2014 won Soelejmanov (samen met dansgroep Dorogo iz goroda) de Tataarse preselectie voor het Türkvizyonsongfestival 2014, dat op eigen bodem (in Kazan) georganiseerd zou worden. In de nationale finale eindigde hij net boven Kazan World en mocht hij zodoende Tatarije vertegenwoordigen op het festival. Hij zong zijn lied Atlar çaba, dat volledig in het Tataars gezongen werd. De halve finale werd met een eerste plaats ruimschoots overleefd. In de finale eindigde Soelejmanov uiteindelijk tweede met 201 punten, 24 minder dan winnaar Kazachstan.
In 2015 nam Soelejmanov deel aan Glavnaja Stsena, de Russische versie van het Britse programma X Factor. Hij kwam niet verder dan de auditierondes.

### Film
Soelejmanov speelde in 2007 de hoofdrol in de musical Jide egje (Tataars: Жиде эгже) 

## Discografie

### Singles
- Atlar çaba (2014)

2013: Alina Sjaripzjanova · 
2014: Ajdar Soelejmanov · 
2020: Diliya Akhmetsjina ·